# Shūichi Sakamoto
Shūichi Sakamoto (jap. 坂本 修一, Sakamoto Shūichi; * 14. Juni 1979 in Ishioka, Präfektur Ibaraki) ist ein japanischer Badmintonspieler.

## Karriere
Sakamoto besuchte die private Jōsō-Gakuin-Oberschule in Tsuchiura, auf die auch die Spieler Yūya Komatsuzaki, Kanako Yonekura oder Shizuka Yamamoto gingen. Nach seinem Studium an der Universität Tsukuba trat er im April 2002 in das Unternehmen Nihon Unisys ein für deren Werksmannschaft er seitdem spielt. 2003 gewann er mit Shūichi Nakao die Japanische Badminton-Erwachsenenmeisterschaft im Doppel und mit Noriko Ōkuma im Mixed. 2005 wurde er mit Shūichi Nakao japanischer Meister bei den Alljapanischen Meisterschaften. 2006 und 2008 konnte er dies mit Shintarō Ikeda als Partner wiederholen.
Shūichi Sakamoto nahm 2008 im Herrendoppel an Olympia teil. Er verlor dabei gleich in Runde eins gemeinsam mit Shintarō Ikeda und wurde somit 9. in der Endabrechnung. Die Paarung war mit deutlich höheren Erwartungen in das Turnier gestartet, hatte sie doch im Jahr zuvor bei der Weltmeisterschaft Bronze im Doppel gewinnen können.

## Sportliche Erfolge
| Saison | Veranstaltung                | Disziplin    | Platz | Name                              |
| ------ | ---------------------------- | ------------ | ----- | --------------------------------- |
| 2006   | Japan: Einzelmeisterschaften | Herrendoppel | 1     | Shintarō Ikeda / Shūichi Sakamoto |
| 2007   | Weltmeisterschaft            | Herrendoppel | 3     | Shūichi Sakamoto / Shintarō Ikeda |
| 2008   | Olympia                      | Herrendoppel | 9     | Shintarō Ikeda / Shūichi Sakamoto |